# Wilzenberg-Hußweiler
Wilzenberg-Hußweiler ist eine Ortsgemeinde im Landkreis Birkenfeld in Rheinland-Pfalz. Sie gehört der Verbandsgemeinde Birkenfeld an.

## Geographie
Die Gemeinde, bestehend aus den beiden Ortsteilen Wilzenberg und Hußweiler, liegt am Schwollbach am Rand des Schwarzwälder Hochwalds. 52,6 Prozent der Gemarkungsfläche sind bewaldet.

## Geschichte
Hußweiler wurde 1344 erstmals urkundlich erwähnt, Wilzenberg im Jahr 1438. Beide Orte gehörten zur Hinteren Grafschaft Sponheim. Nach dem Wiener Kongress wurden die beiden Orte als Teil des Fürstentums Birkenfeld dem Großherzogtum Oldenburg zugeordnet. Mit der oldenburgischen Verwaltungsreform wurden Wilzenberg und Hußweiler am 22. September 1933 zu einer Gemeinde vereinigt.
Bevölkerungsentwicklung
Die Entwicklung der Einwohnerzahl von Wilzenberg-Hußweiler, die Werte von 1871 bis 1987 beruhen auf Volkszählungen:
| Jahr | Einwohner |
| 1815 | 186       |
| 1835 | 252       |
| 1871 | 266       |
| 1905 | 261       |
| 1939 | 268       |
| 1950 | 276       |

| Jahr | Einwohner |
| 1961 | 296       |
| 1970 | 325       |
| 1987 | 306       |
| 1997 | 328       |
| 2005 | 320       |
| 2023 | 279       |

## Politik

### Bürgermeister
Auf der konstituierenden Sitzung des Ortsgemeinderates am 28. August 2024 wurde Reimund Weber zum neuen Ortsbürgermeister von Wilzenberg-Hußweiler gewählt.
Joachim Jung war seit 2014 Ortsbürgermeister. Bei der Direktwahl im Mai 2019 wurde er für weitere fünf Jahre in seinem Amt bestätigt.
Jungs Vorgänger Werner Mildenberger hatte das Amt 15 Jahre ausgeübt, war 2014 aber nicht erneut angetreten.

### Wappen
| Wappen von Wilzenberg-Hußweiler | Blasonierung: „Unter rot-silbern geschachtem Schildhaupt von Silber und Grün gespaltener Schild, darin eine bewurzelte Eiche in vertauschten Farben.“ |
| Wappen von Wilzenberg-Hußweiler | Wappenbegründung: Das Schildhaupt erinnert an die ehemalige Zugehörigkeit zur Hinteren Grafschaft Spornheim, Oberamt Birkenfeld. Die Schildspaltung weist auf die beiden Ortsteile hin, während die Eiche die „Dicke Eiche am Dreschplatz“ im Ortsteil Wilzenberg darstellt. Das Wappen wurde am 15. Juni 1965 durch Erlass des rheinland-pfälzischen Innenministeriums genehmigt. |

## Wirtschaft und Infrastruktur
Im Südosten verläuft die Bundesstraße 41, die im Süden zur Bundesautobahn 62 führt. In Kronweiler ist ein Bahnhof der Bahnstrecke Bingen–Saarbrücken.